# ۲۸ تیر
۲۸ تیر صد و بیست و یکمین روز سال در گاه‌شماری خورشیدی است. به پایان سال ۲۴۴ روز (۲۴۵ روز در سال کبیسه) باقی‌است.

## مناسبت‌ها
در سرزمین طبرستان در این روز جشن مردگان برپا می‌شود و در بعضی از شهرها کشتی لوچو می‌گیرند.

## رویدادها
- ۱۲۰۵ - آغاز جنگ ایران و روسیه (۱۸۲۸–۱۸۲۶)
- ۱۳۲۸ - عبدالحسین هژیر به وزارت دربار منصوب شد.
- ۱۳۵۰ - فریدون جم رئیس ستاد مشترک از خدمت معاف شد.
- ۱۳۵۰ - غلامرضا ازهاری با ترفیع به درجه ارتشبدی به ریاست ستاد مشترک منصوب گردید.
- ۱۳۶۶ - جنگ ایران و عراق: آغاز عملیات فتح ۸
- ۱۳۸۶ - رقابت ۲۸ تیر ۱۳۸۶ تیم ملی فوتبال ایران با تیم ملی فوتبال مالزی در جام ملت‌های آسیا ۲۰۰۷
- ۱۳۹۴ - سیل ۱۳۹۴ شمال ایران
- ۱۳۹۴ - طوفان شن ۱۳۹۴ تهران
- ۱۴۰۱ - انتشار گزارش گشت بارداری در بیمارستان‌ها توسط الهه محمدی

## زادروزها
- ۱۲۹۲ - منوچهر ستوده ایران‌شناس، جغرافی‌دان و پژوهشگر
- ۱۳۰۶ - سیمین بهبهانی، شاعر
- ۱۳۳۳ - محمدرضا خباز، سیاستمدار اصلاح طلب

## درگذشت‌ها
- ۱۳۳۴ - احمد قوام، سیاستمدار
- ۱۳۷۶ - سید رضا بهاءالدینی، فقیه و عارف
- ۱۳۸۷ - خسرو شکیبایی، بازیگر
- ۱۳۹۱ - محمدحسن گنجی، پدر علم جغرافیای نوین و هواشناسی ایران
- ۱۴۰۲ - مازیار بازیاران، دوبلور
- ۱۴۰۴ - غلامعلی نعیم‌آبادی، سیاستمدار و نماینده مجلس خبرگان